# Emmanuel Mudiay
Emmanuel Kabeya Mudiay (Kinsasa, República Democrática del Congo, 5 de marzo de 1996) es un baloncestista congoleño, de nacionalidad estadounidense, que pertenece a la plantilla de los Piratas de Quebradillas de la BSN. Mide 1,91 metros de altura y juega en la posición de base.

## Trayectoria deportiva

### Instituto
En su primera temporada como "freshman", Mudiay fue al instituto "Grace Preparatory Academy" en Arlington, Texas, donde jugó junto a Isaiah Austin, quien se convirtió en un pívot universitario de élite antes de ser diagnosticado con Síndrome de Marfan. Mudiay anotó 16 puntos en la Final de la Texas Association of Private and Parochial Schools (en español: Asociación de Escuelas Privadas y Parroquias de Texas) (TAPPS) Clase 4A de 2011, ayudando al equipo a derrotar al dos veces campeón "Westbury Christian School" con el marcador de 42-37.
Mudiay se trasladó al instituto "Prime Prep Academy" en Dallas, Texas, con el entrenador Ray Forsett para sus últimas temporadas de instituto. El programa fue puesto bajo escrutinio después de la inelegibilidad de Karviar Sheperd y Jordan Mickey, dos prospectos universitarios élites. Tras excelentes temporadas con el instituto "Prime Prep Academy", Mudiay fue clasificado como el segundo mejor recluta en su clase por Rivals.com. También se prevé que sea una muy buena elección en el draft de la NBA de 2015.
Se comprometió a jugar con los SMU Mustangs el 24 de agosto de 2013, con la intención de ser entrenado por Larry Brown, quien ya había ganado un título de la NBA con los Detroit Pistons. Mudiay seleccionó la Universidad Metodista del Sur sobre otras posibilidades como Arizona, Baylor, Kansas, o Kentucky.
En verano de 2014, Mudiay tomó la decisión de renunciar a la universidad y jugar en el extranjero. Considerando jugar con un equipo de la Chinese Basketball Association. La medida tomada es similar al caso de Brandon Jennings, quien tomó un decisión parecida.

### Profesional

#### China
El 22 de julio de 2014, Mudiay firmó un contrato para jugar con los Guangdong Southern Tigers de la Chinese Basketball Association por un año y $1.2 millones de dólares. Problemas con las lesiones hicieron que únicamente disputase 12 partidos, en los que promedió 18 puntos, 6,3 puntos, 5 asistencias y 1,6 robos.

#### NBA
El 25 de junio de 2015, Emmanuel fue seleccionado en la séptima posición del Draft de la NBA de 2015 por los Denver Nuggets. Mudiay jugó con los Nuggets en la Liga de Verano de la NBA de 2015 en Las Vegas, donde fue elegido en el segundo mejor quinteto del torneo después de promediar 12,0 puntos, 3,5 rebotes y 5,8 asistencias en 4 partidos. El 31 de julio de 2015, firmó su contrato de novato con los Nuggets.
El 8 de febrero de 2018, fue traspasado a los New York Knicks en un acuerdo a tres bandas.
El 2 de julio de 2019, firma un contrato por una temporada con Utah Jazz.

#### Europa
Tras una temporada sin jugar por decisión propia:

“Decidí tomarme el año libre y despejar mi mente y me vino bien.”
“La razón era simplemente la salud mental, volver a estar bien. Había sido un año duro, especialmente el 2020.
 Estar cerca de la familia me ayudó mucho, así que tomé la decisión de volver aquí.”
“I decided to take the year off and clear my mind and it was good for me.”
“The reason was just mental health, getting back right. It’d been a tough year, especially 2020. 
Just being around family really helped me, so I made the decision to get back out here.”

El 3 de agosto de 2021, fue incluido en la plantilla de los Portland Trail Blazers para la NBA Summer League. Pero el 24 de agosto se hace oficial su fichaje por el Zalgiris Kaunas de la Lietuvos Krepšinio Lyga (LKL). Pero el 2 de noviembre llegan a un acuerdo para rescindir su contrato.

#### Regreso a Estados Unidos
El 22 de diciembre de 2021 firmó un contrato de 10 días con los Sacramento Kings. Apenas dispuso de unos minutos en dos partidos, promediando 1,5 puntos y 2 asistencias.
El 2 de noviembre de 2022 fue incluido en la plantilla de los Iowa Wolves de la G League en la noche de apertura.

#### Puerto Rico
El 8 de junio de 2023 firmó con los Cangrejeros de Santurce de la liga puertorriqueña.
El 14 de febrero de 2024 fichó por los Piratas de Quebradillas de la BSN puertorriqueña.

## Estadísticas de su carrera en la NBA

### Temporada regular
| Año     | Equipo     | PJ  | PT  | MPP  | %TC  | %3P  | %TL  | RPP | APP | ROB | TPP | PPP  |
| ------- | ---------- | --- | --- | ---- | ---- | ---- | ---- | --- | --- | --- | --- | ---- |
| 2015-16 | Denver     | 68  | 66  | 30.4 | .364 | .319 | .670 | 3.4 | 5.5 | 1.0 | .5  | 12.8 |
| 2016-17 | Denver     | 55  | 41  | 25.6 | .377 | .316 | .784 | 3.3 | 3.9 | .7  | .2  | 11.0 |
| 2017-18 | Denver     | 42  | 0   | 17.9 | .401 | .373 | .808 | 2.2 | 2.9 | .5  | .1  | 8.5  |
| 2017-18 | New York   | 22  | 14  | 22.4 | .368 | .196 | .686 | 2.6 | 3.9 | .9  | .3  | 8.8  |
| 2018-19 | New York   | 59  | 42  | 27.2 | .446 | .329 | .774 | 3.3 | 3.9 | .7  | .3  | 14.8 |
| 2019-20 | Utah       | 54  | 2   | 15.7 | .462 | .345 | .759 | 2.3 | 2.1 | .4  | .2  | 7.3  |
| 2021-22 | Sacramento | 2   | 0   | 5.5  | .000 | —    | .750 | .0  | 2.0 | .5  | .0  | 1.5  |
| Total   | Total      | 302 | 165 | 23.8 | .401 | .323 | .744 | 2.9 | 3.8 | .7  | .3  | 10.9 |

### Playoffs
| Año   | Equipo | PJ | PT | MPP  | %TC  | %3P  | %TL  | RPP | APP | ROB | TPP | PPP |
| ----- | ------ | -- | -- | ---- | ---- | ---- | ---- | --- | --- | --- | --- | --- |
| 2020  | Utah   | 3  | 0  | 11.3 | .357 | .667 | .500 | 2.0 | .7  | .0  | .3  | 4.3 |
| Total | Total  | 3  | 0  | 11.3 | .357 | .667 | .500 | 2.0 | .7  | .0  | .3  | 4.3 |

## Vida personal
Emmanuel nació en Kinsasa, hijo de Jean-Paul Mudiay y Therese Kabeya. Su padre falleció cuando Mudiay era un niño, y la familia fue tremendamente sacudida por la segunda guerra del Congo. Mudiay vivió bajo la amenaza constante de soldados tutsis en la región. En 2001, Kabeya y sus hijos solicitaron asilo en los Estados Unidos y finalmente escaparon.
Habló principalmente francés al llegar a los Estados Unidos, pero su hermano menor dijo, "Nos sentimos como americanos." Mudiay comenzó a jugar baloncesto en la escuela secundaria.